# The Chambers Brothers
The Chambers Brothers es una banda estadounidense de soul psicodélico, cuyo mayor éxito fue el sencillo de 1967, "Time Has Come Today". El grupo formó parte de la nueva ola del blues estadounidense de los años 60. Su música ha sido usada frecuentemente en bandas sonoras de películas.

## Inicio
Originarios de Carthage (Misisipi), The Chambers Brothers aprendieron sus habilidades musicales como integrantes del coro de una iglesia bautista. En 1952, el hermano mayor, George, fue reclutado por el Ejército y tras licenciarse se estableció en Los Ángeles. Sus hermanos pronto se unieron a él y a partir de 1954, el cuarteto comenzó a tocar góspel y música folk por toda la región del sur de California.
La formación estuvo compuesta por George en el bajo washtub (más tarde en el bajo Danelectro y Gibson Thunderbird ), Lester a la armónica y Willie y Joe a la guitarra. El grupo comenzó a aventurarse fuera del circuito del góspel, tocando en cafeterías que programaban actuaciones folk como The Ash Grove, un club de folk muy popular de Los Ángeles. Se convirtió en uno de sus lugares favoritos y los puso en contacto con Hoyt Axton, Ramblin' Jack Elliott, el reverendo Gary Davis y Barbara Dane. Cuando Dane vio a los hermanos allí, supo que serían perfectos para hacer estas canciones de libertad que la gente quería escuchar en ese momento. Dane se convirtió en un gran apoyo para el grupo, actuando y grabando junto a ellos. Con la incorporación de Brian Keenan en la batería, Dane los llevó de gira con ella y les presentó a Pete Seeger, quien ayudó a poner a los Chambers Brothers en el cartel del Newport Folk Festival de 1965. Una de las canciones que interpretaron, "I Got It", apareció en el LP recopilatorio Newport Folk Festival 1965, que se publicó en el sello Vanguard.
La banda fue muy bien acogida en la comunidad folk, pero, como muchos en grupos del momento, buscaban electrificar su música y desarrollar un sonido más de rock and roll. Joe Chambers recordó en un artículo de Goldmine de mayo de 1994 que la gente en el Newport Folk Festival estaba derribando vallas y corriendo hacia el escenario. "Newport nunca había visto ni oído algo así". Tras la actuación la multitud finalmente se calmó, el MC se acercó y dijo: "Lo sepas o no, eso fue rock 'n' roll". Esa noche tocaron en una fiesta posterior al concierto para artistas del festival y fueron a una sesión de grabación del recién electrificado Bob Dylan. Poco después de presentarse en Newport, el grupo lanzó su álbum debut, People Get Ready.
El 19 de diciembre de 1966 grupo publicó con Columbia Records, "All Strung Out Over You", que fue compuesta por Rudy Clark. Columbia lo apresuró después de que el sello rechazara una versión anterior de "Time Has Come Today". "All Strung Out Over You" se convirtió en un éxito regional para el grupo, lo que les dio la oportunidad de volver a grabar "The Time Has Come Today".
La banda obtuvo su único gran éxito en el otoño de 1968 con "Time Has Come Today", una obra de 11 minutos escrita por Joe y Willie Chambers y destacada por efectos vocales resonantes y la percusión de Keenan que le dio a la canción una sensación psicodélica. "Time Has Come Today" se editó para su lanzamiento como sencillo y pasó cinco semanas consecutivas de septiembre a octubre en el puesto n. ° 11 en el Billboard Hot 100.

## Últimos años
Posteriormente se les unió por un tiempo el guitarrista de sesión Steve Hunter (conocido por su trabajo con Alice Cooper ). Aunque el grupo se disolvió oficialmente en 1972, se reformaron y se mudaron de Columbia a Avco Records y lanzaron Unbonded (1974) y Right Move (1975). En 1976, los hermanos lanzaron Recorded Live In Concert on Mars para el sello Roxbury. Han realizado giras irregulares desde entonces. Un álbum grabado en 1972 para Columbia, Oh! My God, ha permanecido inédito hasta el 28 de octubre de 2022 cuando finalmente estuvo disponible a través de múltiples plataformas digitales. 
Fueron contratados para apoyar Maria Muldaur en su álbum Gospel Nights. También hicieron comerciales para la marca de ropa Levi's.
Lester se mudó a Nueva York y formó una banda con el ex bajista de Electric Flag, Harvey Brooks. Los guitarristas Willie y Joe encontrarían trabajo como músicos de sesión, George volvió a cantar música góspel y más tarde se convertiría en diácono de su iglesia. Keenan se retiró a Stamford, Connecticut, donde montó su propio estudio de grabación y murió de insuficiencia cardíaca en 1985
El batería de sesión estadounidense, Lee Szymborski fue contratado por George Chambers para reemplazar a Brian Keenan en 1980. El 14 de junio de 1981 actuaron junto a Bruce Springsteen, Jackson Browne, Stephen Stills, Bonnie Raitt, Graham Nash, Gary US Bonds, Peter Yarrow, Kenny Rankin y otros en Los Ángeles.
En 2016, Willie, Joe y ocasionalmente, George, junto con su sobrino Jerry Warner en el bajo, Crazy Tomes en la guitarra y el batería Jon McCracken, ofrecieron una serie de conciertos en el área de Los Ángeles.
George Chambers murió el 12 de octubre de 2019 a los 88 años.

## Sencillos
| Año  | Sencillo                     | Lista y posición | Lista y posición | Lista y posición   |
| Año  | Sencillo                     | Hot 100          | R&B              | Adult Contemporany |
| ---- | ---------------------------- | ---------------- | ---------------- | ------------------ |
| 1967 | Uptown                       | 126              | -                | -                  |
| 1968 | Time Has Come Today          | 11               | -                | -                  |
| 1968 | I Can't Turn You Loose       | 37               | -                | -                  |
| 1968 | Shout! - Part 1              | 83               | -                | -                  |
| 1969 | Are You Ready                | 113              | -                | -                  |
| 1969 | Wake Up                      | 92               | -                | -                  |
| 1970 | Love, Peace And Happiness    | 96               | -                | -                  |
| 1970 | Let's Do It (Do It Together) | 103              | -                | -                  |
| 1971 | Funky                        | 96               | -                | -                  |
| 1974 | Let's Go, Let's Go, Let's Go | 106              | 76               | -                  |

## Discografía

### Álbumes de estudio
- The Time Has Come (1967)
- A New Time – A New Day (1968)
- Feelin' the Blues (7/1969)
- New Generation (1971)
- Unbonded (1974)
- Right Move (1975)

### álbumes en vivo
- People Get Ready (1966)
- Now! (1967)
- Shout (1968)
- Love, Peace And Happiness/Live At Bill Graham's Fillmore East (1969)
- Live in Concert on Mars (1976)
- Live Fillmore West 65 (2004)
- Live (2005)